# Ludwig Schuster
Ludwig Schuster (Ludwigshafen am Rhein, 30 marzo 1951) è un ex calciatore tedesco, di ruolo centrocampista.

## Carriera
Il primo ottobre 1975 segna tre reti in Bayern Monaco-Jeunesse Esch (3-1), sfida valida per la Coppa Campioni.
Vanta 47 presenze in Bundesliga, 98 incontri nella seconda divisione tedesca, 4 partite e 4 gol nelle competizioni calcistiche europee.

## Palmarès

### Club

#### Competizioni internazionali
- Coppa dei Campioni: 1

Bayern Monaco: 1975-1976